# Kościół św. Serwacego w Duderstadt
Kościół św. Serwacego (niem. Kirche St. Servatius) – późnogotycka świątynia luterańska znajdująca się w niemieckim mieście Duderstadt, na zachodnim krańcu Marktstraße.

## Historia
Budowę kościoła rozpoczęto prawdopodobnie około 1370 roku, w 1520 ukończono budowę sklepień, o czym informuje inskrypcja na jednym ze zworników. Wkrótce po ukończeniu budowy kościół przeszedł w ręce protestantów, lecz w 1642 przekazano go katolikom, którzy stanowili mniejszość mieszkańców miasta (luteranom służył wówczas kościół św. Cyriaka). Od 1651, wskutek postanowień pokoju westfalskiego, obie budowle sakralne służyły katolikom. W 1714 roku wnętrze przebudowano w stylu barokowym i zainstalowano w nim osiem ołtarzy. Dopiero w 1808 roku, dekretem Hieronima Bonapartego, kościół wrócił w ręce wspólnoty ewangelickiej. Podczas pożaru z 17 czerwca 1915 roku spłonęła iglica i barokowe wyposażenie, a dzwony uległy stopieniu. W 1917 wnętrze odbudowano w stylu secesyjnym, w 1928 wzniesiono najwyższą kondygnację wieży, a w 1937 zainstalowano na niej zegar. Miedziane pokrycie hełmu wieży zarekwirowano w 1942 roku na cele wojenne, zastąpiono je łupkowymi płytkami.

## Architektura i wyposażenie
Świątynia późnogotycka, trójnawowa, o układzie halowym. Ma długość 42 m i szerokość 19 m. Wieża kościelna ma wysokość 64 metrów. Kwiatowy fryz wieńczący mury wieży oraz wiatrowskaz wykonała miejscowa artystka Clara Gerlach.
Wnętrze zdobią:
- secesyjny ołtarz i ambona,
- epitafium rodziny von Wehrenów z 1383,
- barokowa chrzcielnica z drewna lipowego,
- barokowy obraz Ukrzyżowania, pochodzący ze zniszczonego w pożarze ołtarza głównego,
- barokowe figury Chrystusa Zmartwychwstałego i Chrystusa jako Dobrego Pasterza przy zachodniej ścianie,
- obrazy z wizerunkami Chrystusa w Ogrodzie Oliwnym i Chrystusa wyśmiewanego w drodze na Golgotę w nawie północnej,
- witraż upamiętniający Marcina Lutra z 1917 roku,
- zworniki sklepień z postaciami świętych: Jerzego i Serwacego w nawie głównej, Piotra i Pawła w nawie północnej oraz Michała, Jakuba, Marcina i Jezusa Chrystusa w otoczeniu atrybutów ewangelistów w nawie południowej,
- empora organowa dekorowana wizerunkami postaci starotestamentowych: Abrahama, Mojżesza, Dawida i Izajasza, świętych: Piotra, Pawła i Bonifacego, reformatora Marcina Lutra oraz błogosławiącego Chrystusa[5],
- 28-głosowe organy, wykonane w 1977 roku przez Jürgena Ahrenda(inne języki)[6].

Na wieży kościoła zawieszonych jest łącznie pięć dzwonów bujanych, odlanych w 1957 roku w ludwisarni Schilling w Heidelbergu, o tonach c", b', g', f' i d', oraz dzwon zegarowy z 1975 roku.

## Galeria

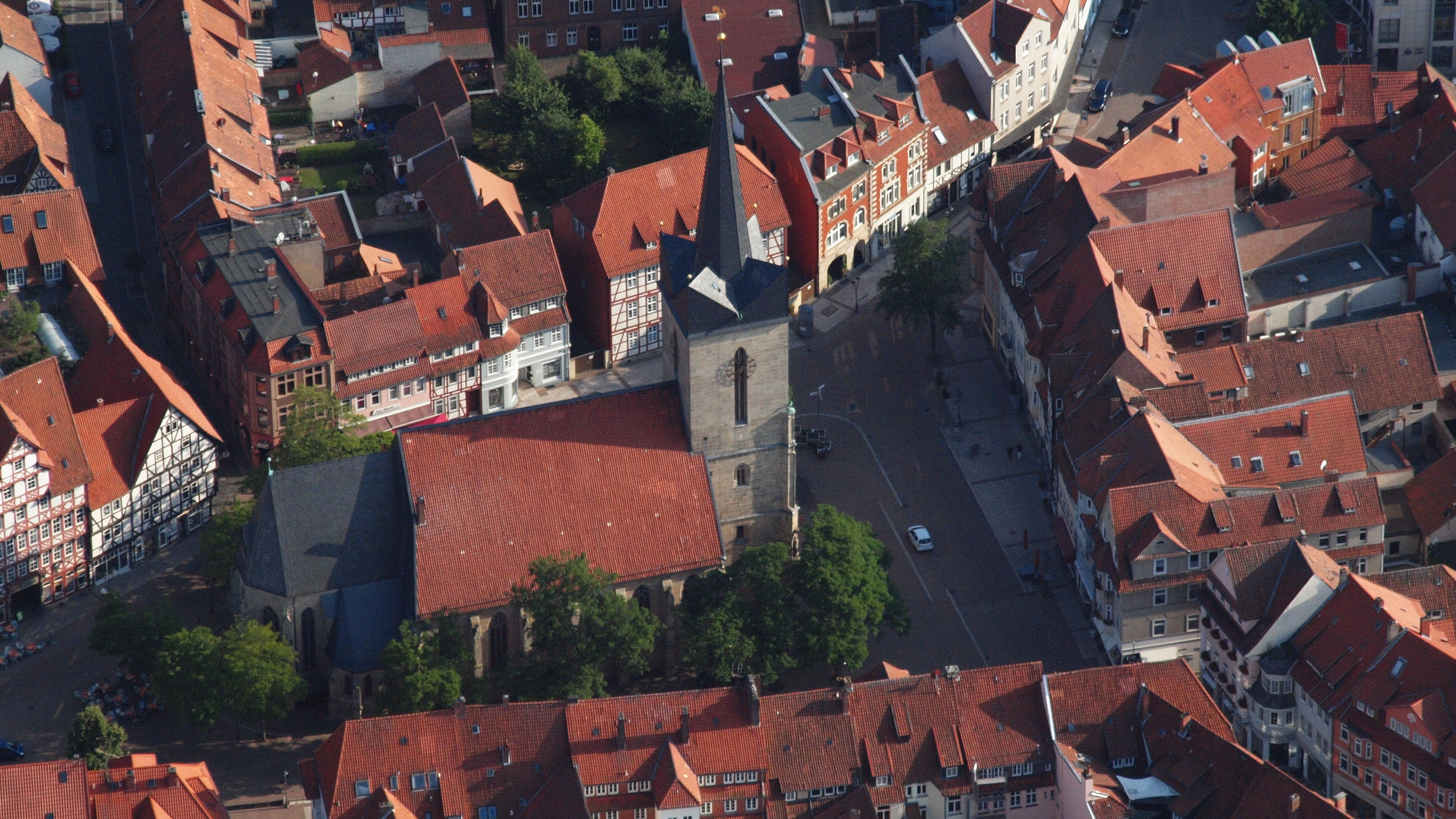
Widok z lotu ptaka
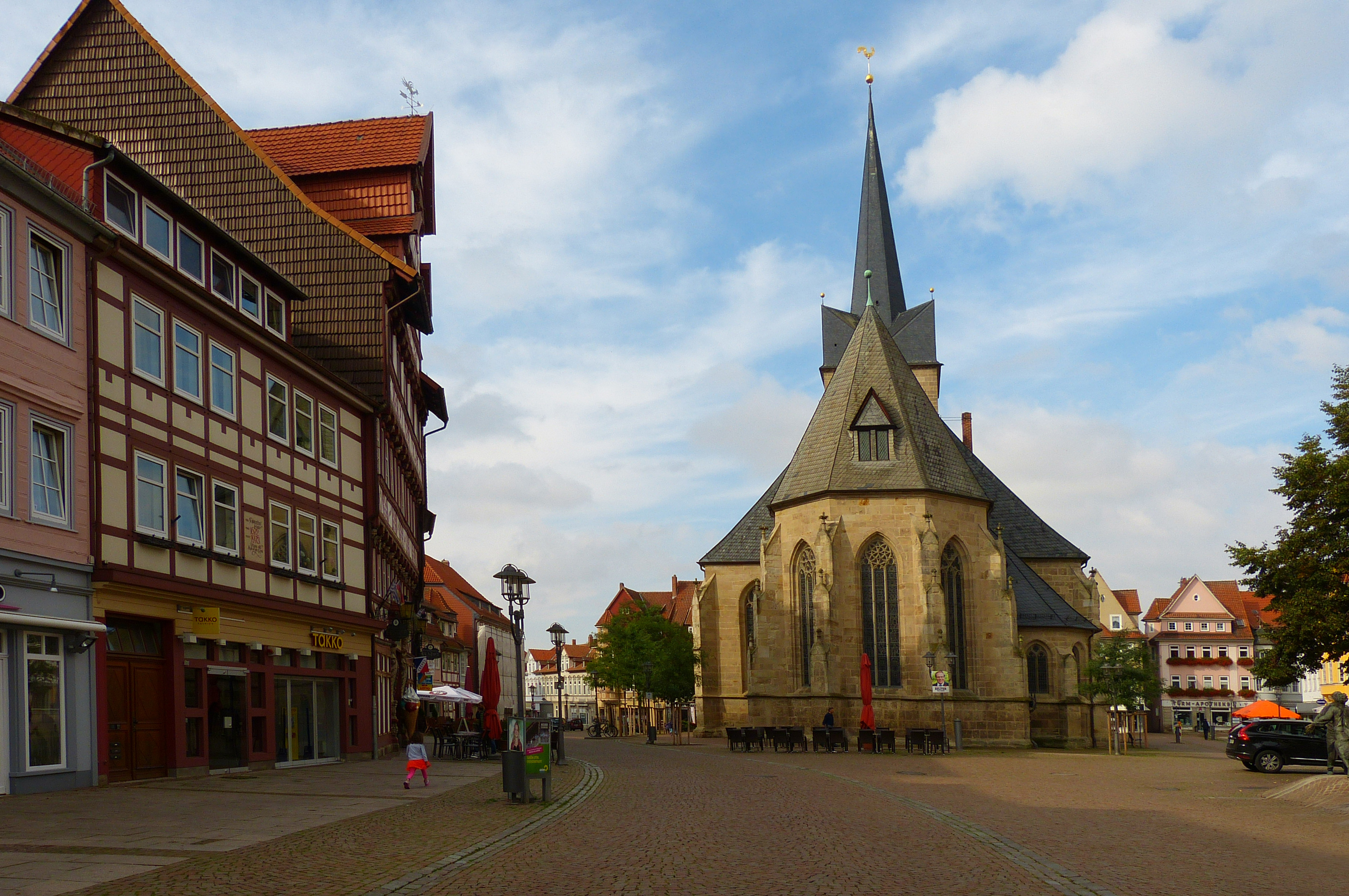
Widok ze wschodu
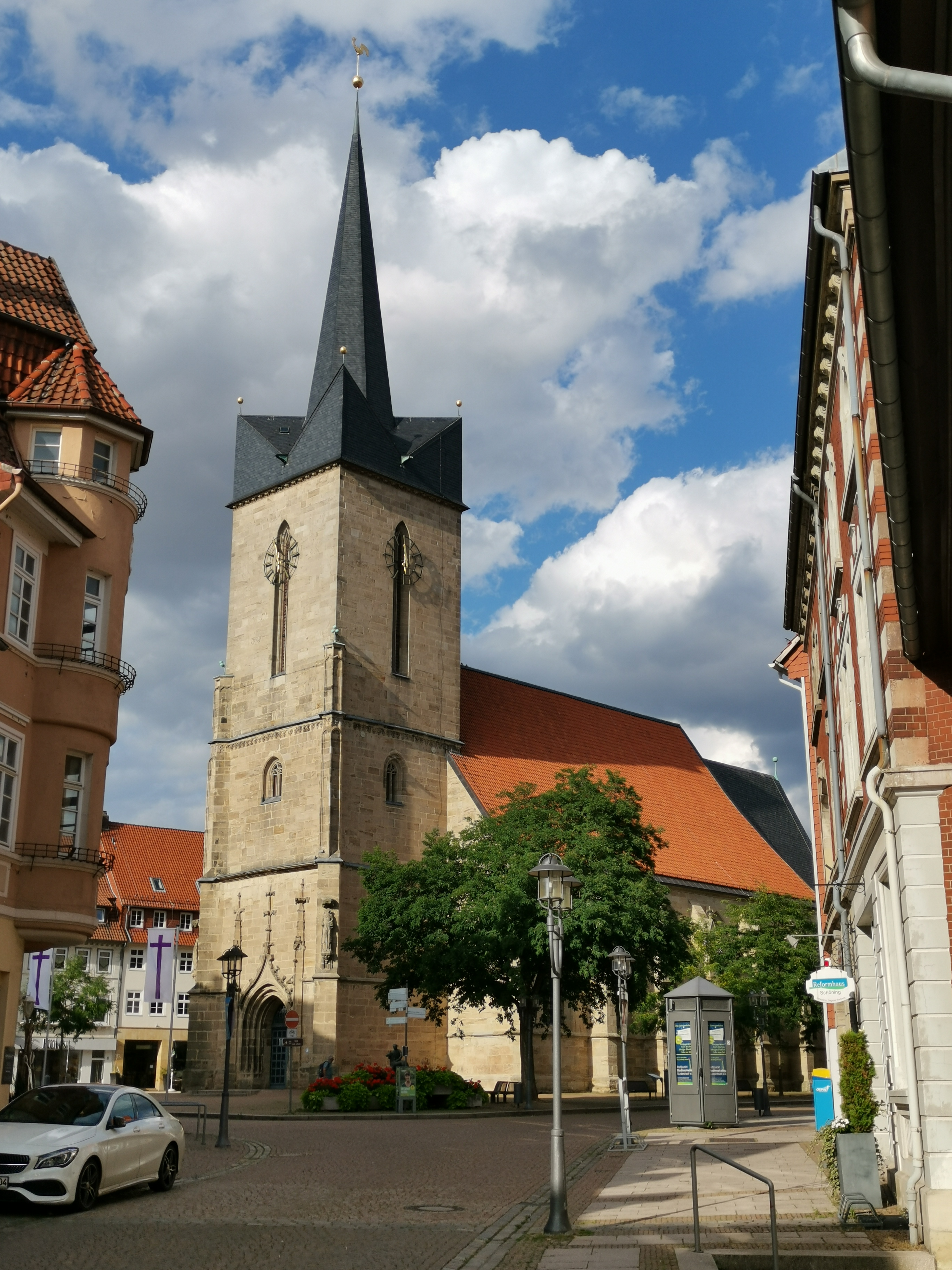
Widok z południowego zachodu
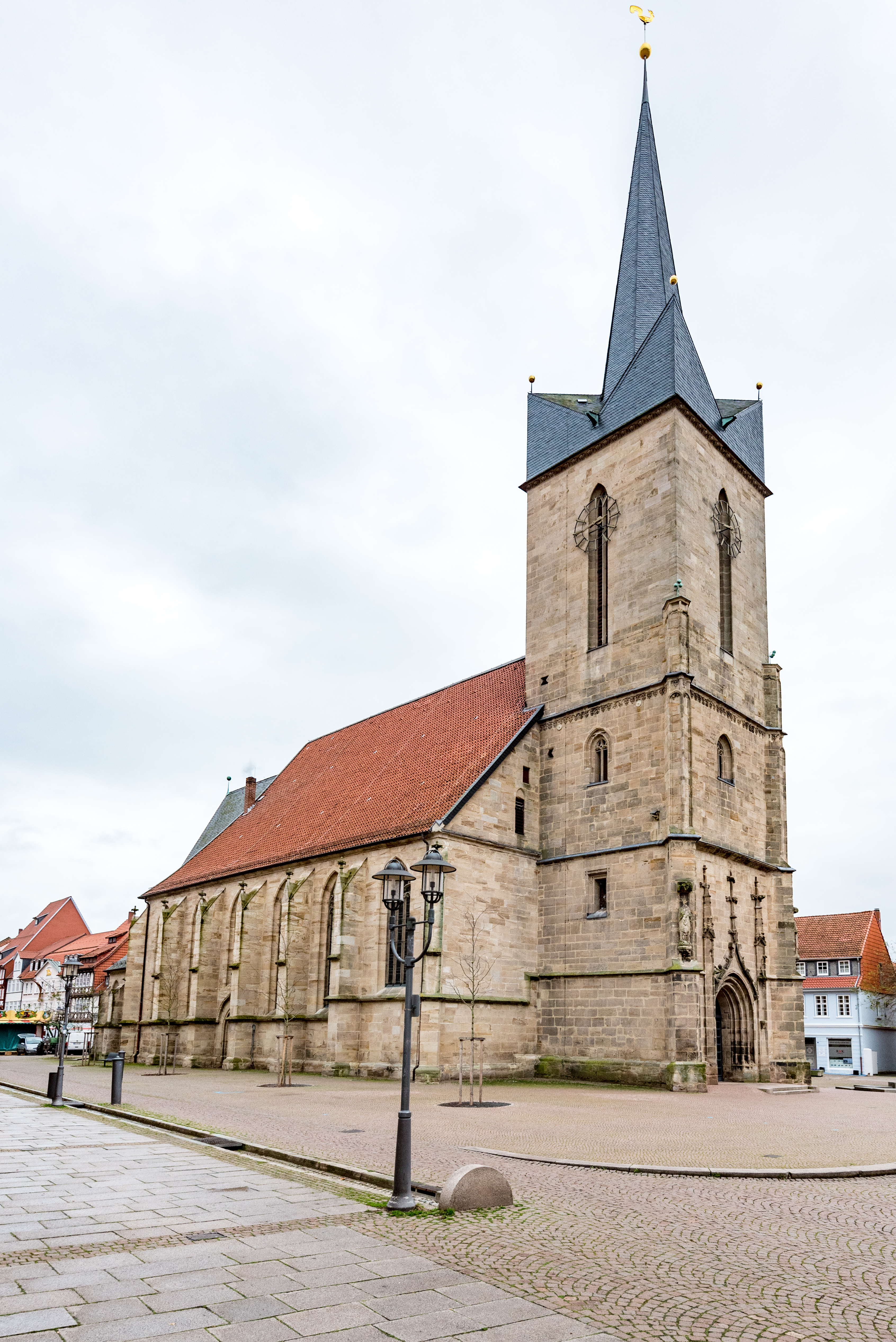
Widok z północnego zachodu
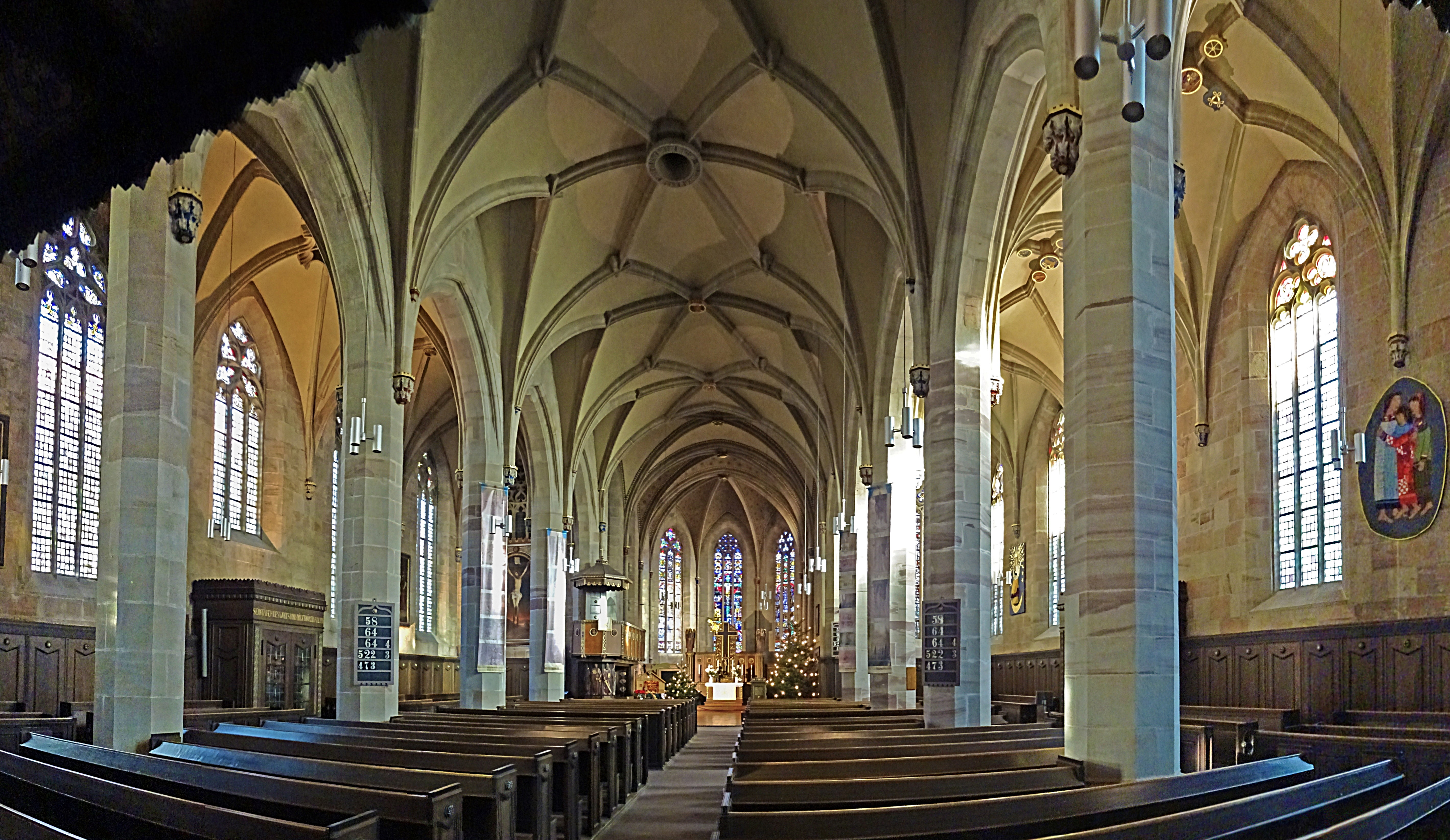
Wnętrze
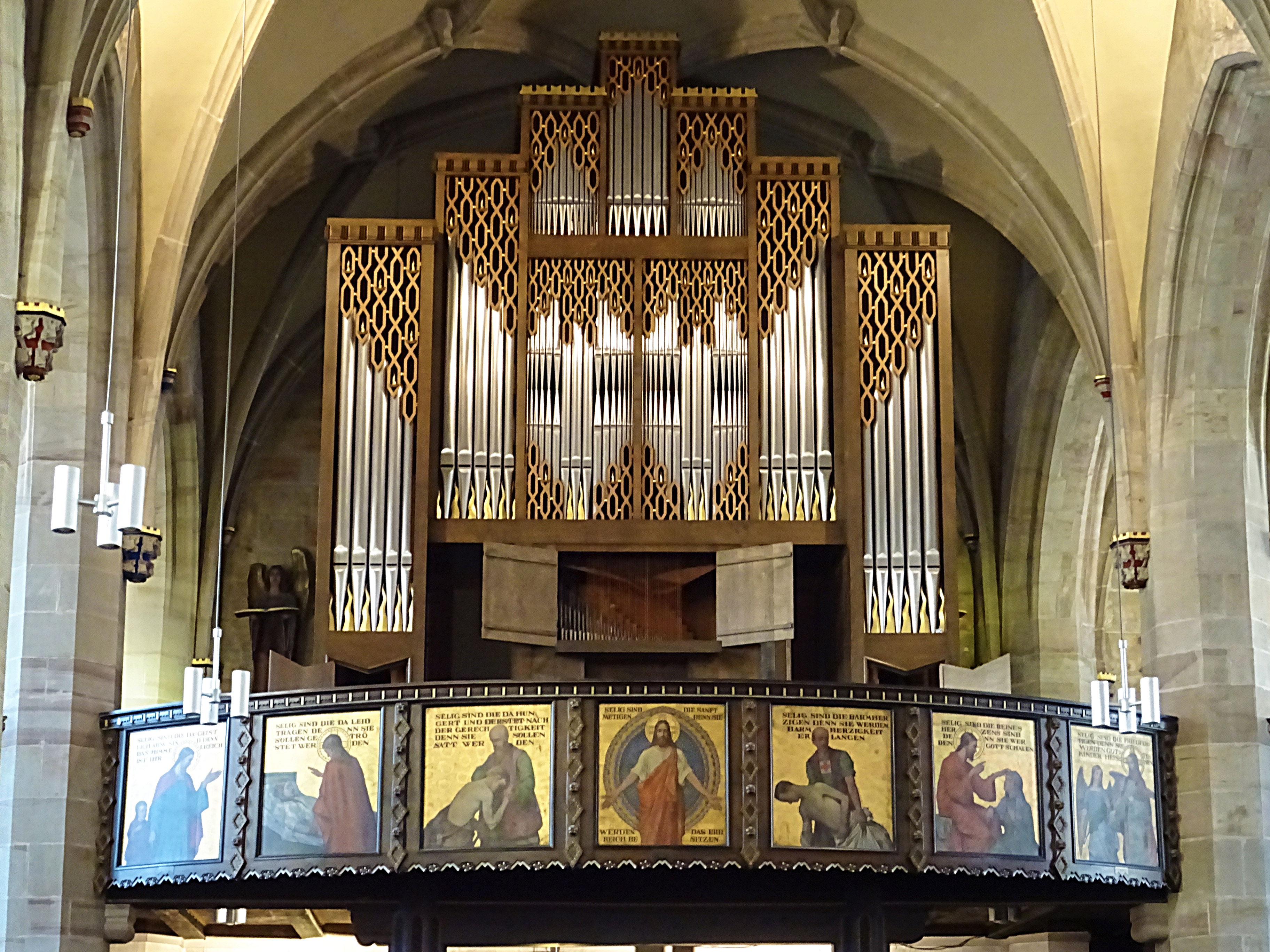
Organy